# Železárny ve Völklingenu
Železárny ve Völklingenu (německy Völklinger Hütte) se nacházejí v německé spolkové zemi Sársko, na pravém břehu řeky Sáry, v blízkosti německo-francouzské hranice. Jedná se o rozsáhlý průmyslový areál, ve kterém mezi roky 1873 a 1986 fungovala železárna a související průmyslové objekty (např. koksovna). Svého času byla železárna největší v Evropě a pracovalo zde až 17 000 zaměstnanců. V roce 1994 UNESCO povýšilo výrobu surového železa v železárnách Völklingen na seznam světového dědictví jako první průmyslovou památku z doby industrializace. Völklinger Hütte v současnosti funguje jako muzeum a je tzv. kotevním bodem Evropské cesty průmyslového dědictví. Je chráněnou kulturní památkou podle Haagské úmluvy.